# Bandiera della Colombia

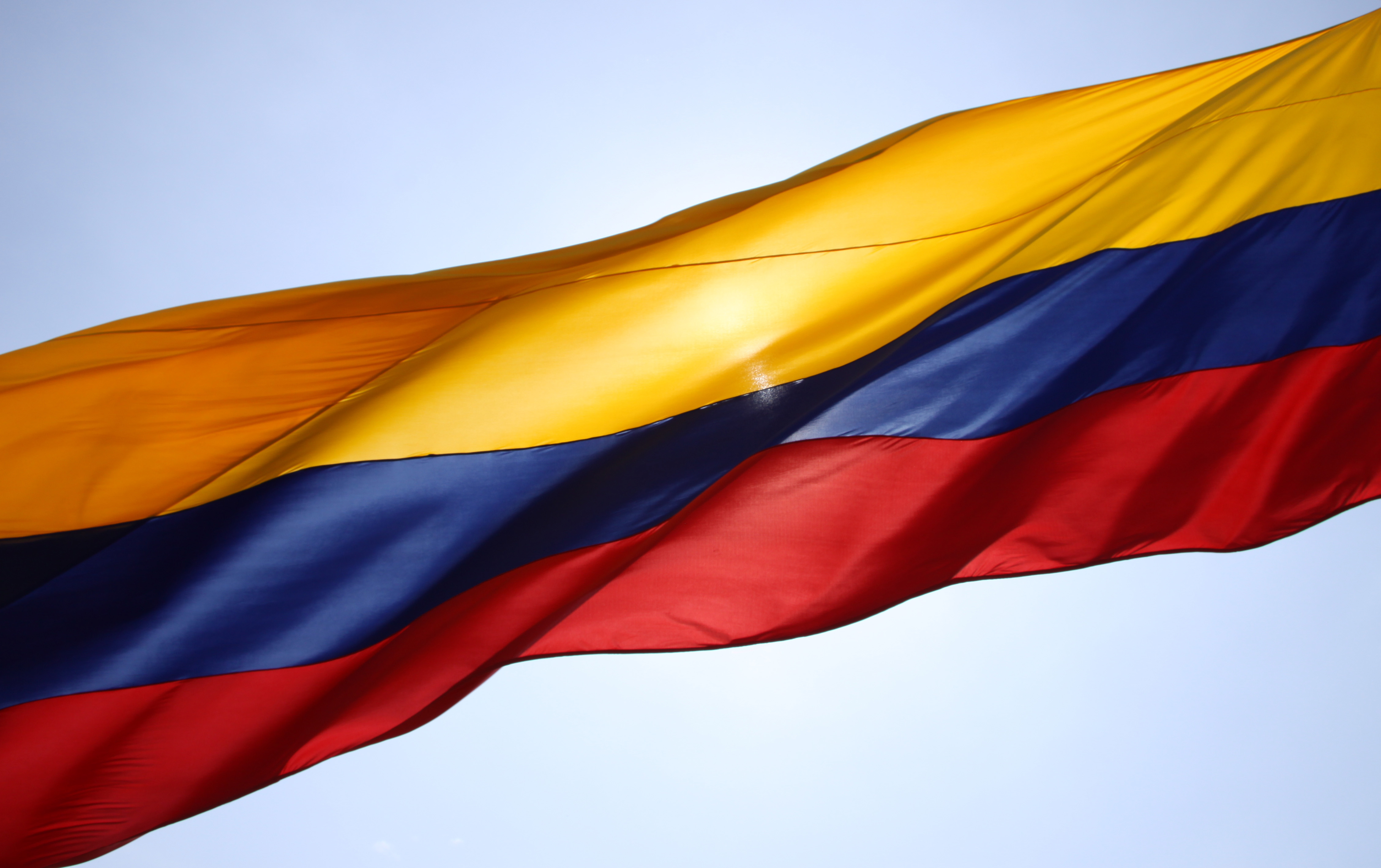
Una bandiera colombiana al vento a Cartagena.

La bandiera colombiana è un tricolore giallo, blu e rosso a bande orizzontali di proporzioni 2:3. La banda gialla in alto è alta il doppio delle altre due.
Adottata il 26 novembre 1861, deriva dal tricolore di Francisco de Miranda nato nel contesto dell'indipendentismo ispanoamericano e del progetto di una Grande Colombia. Per questo può facilmente confondersi con la bandiera ecuadoriana; meno invece con quella venezuelana, poiché questa ha tre bande di uguali dimensioni. Il simbolismo è incerto, anche se una tradizione vuole che il giallo rappresenti l'oro del continente americano, il blu gli oceani e il rosso il sangue versato nella lotta per l'indipendenza.

## Bandiere storiche

Prima bandiera della Grande Colombia (1819-1820)
Bandiera della Grande Colombia (1820-1821)
Bandiera della Grande Colombia (1821-1831)
Bandiera provvisoria dello Stato della Nuova Granada (1831-1834)
Bandiera della Repubblica della Nuova Granada e in seguito della Confederazione Granadina (1834-1863)
Bandiera degli Stati Uniti della Nuova Granada (1861)